# Standbeeld van Anton de Kom
Het standbeeld van Anton de Kom op het plantsoen voor de Anton de Kom Universiteit werd op 2 februari 2023 onthuld door president Chan Santokhi en kleinzoon Jules de Kom, ter gelegenheid van het 55-jarige bestaan van de universiteit.
Op de sokkel onder het beeld staat de tekst:
Anton de Kom, 1898-1945
Op 17 oktober 1983 werd de naam van deze nationalistische vrijheidsstrijder en schrijver verbonden aan de Universiteit van Suriname.
Ter herdenking van 55 jaar universitair onderwijs in Suriname, is dit monument op woensdag 1 november onthuld door de president van de Republiek Suriname, Z.E. Ch. Santokhi
Er werden toespraken gehouden door Santokhi, De Kom, voorzitter Shanti Venetiaan van de AdeKUS, historicus Eric Jagdew en directeur Annand Jagesar van Staatsolie. Een van de andere aanwezigen was kleinzoon Marcel de Kom.
Het beeld werd al in 2006 gemaakt door de kunstenaar Erwin de Vries (1929-2018). De sokkel werd gemaakt door Philip Dikland. Staatsolie kocht het beeld rond 2010. Het duurde jaren voordat een locatie werd vastgesteld. Rond 2010 werd gedacht aan de rotonde van Poelepantje. Rond 2018 schonk Staatsolie het beeld aan de AdeKUS. Daar werd uiteindelijk besloten om het beeld een plaats bij de universiteit te geven.
Andere gedenktekens in Suriname van Anton de Kom zijn zijn borstbeeld op de campus en zijn gedenksteen voor zijn geboortehuis aan de Anton de Komstraat.

## Anton de Kom
Anton de Kom (1898-1945) was een schrijver en activist. Hij kon in Suriname als boekhouder moeilijk aan het werk komen en vertrok in 1921 naar Nederland. Hij raakte geïnspireerd door de Amerikaanse antiracismestrijd, het onafhankelijkheidsstreven voor Nederlands-Indië en het communisme. Uit ongenoegen dat er in Nederland weinig bekend was over de Surinaamse geschiedenis en de geschiedenis van de Nederlandse slavernij gaf hij lezingen en schreef hij zijn boek Wij slaven van Suriname (1934). Toen zijn moeder in 1932 op haar sterfbed lag, keerde hij terug naar Suriname. Hij ging hier door met politieke activiteiten en richtte een adviesbureau op waarmee hij mensen uit verschillende bevolkingsgroepen bediende. Hij kreeg eerst een verbod op het geven van lezingen en werd later gevangengezet. Een grote menigte die om zijn vrijlating riep werd beschoten omdat ze het plein niet verlieten, met twee doden tot gevolg. De Kom werd kort hierna op de boot naar Nederland gezet. Tijdens de Tweede Wereldoorlog schreef hij voor een illegale communistische krant. Hij werd gearresteerd en kwam via verschillende kampen uiteindelijk in Sandbostel terecht, waar hij overleed. Zijn lichaam werd in 1960 geïdentificeerd. In die jaren werd ook zijn boek door studenten herontdekt.